# Lapalud
Lapalud är en kommun i departementet Vaucluse i regionen Provence-Alpes-Côte d'Azur i sydöstra Frankrike. Kommunen ligger i kantonen Bollène som tillhör arrondissementet Avignon. År 2022 hade Lapalud 3 831 invånare.

## Befolkningsutveckling
Antalet invånare i kommunen Lapalud
| Referens: INSEE |